# Dragonstrike (datorspel)
Advanced Dungeons & Dragons: Dragonstrike, i marknadsföringssyfte skrivet DragonStrike, är ett realtidsstrategispel under Lance War i Dragonlance-världen i Krynn, spelaren kontrollerar drakar i uppdrag mot ondskapens styrkor.

### Fotnoter
1. ↑  ”Advanced Dungeons & Dragons: DragonStrike” (på engelska). Nintendo. https://nintendo.fandom.com/wiki/Advanced_Dungeons_%26_Dragons:_DragonStrike. Läst 24 april 2020.
2. ↑   GamePro Issue 038 September 1992. http://archive.org/details/GamePro_Issue_038_September_1992. Läst 24 april 2020